# Satwiksairaj Rankireddy

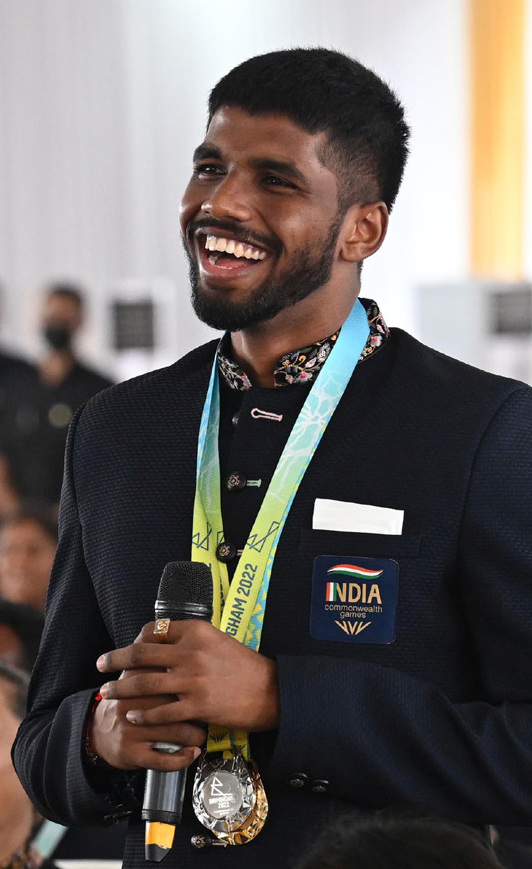
Satwiksairaj Rankireddy, 2022

Satwiksairaj Rankireddy (* 13. August 2000 in Amalapuram, Andhra Pradesh in Indien) ist ein indischer Badmintonspieler.

## Karriere
Satwiksairaj Rankireddy gewann bei den indischen Meisterschaften 2016 und 2017 den Titel im Mixed, 2016 ebenfalls im Herrendoppel. 2018 siegte er bei den Hyderabad Open, 2019 bei den Thailand Open. 2021 qualifizierte er sich für die Olympischen Sommerspiele des gleichen Jahres.

## Sportliche Erfolge
| Saison | Veranstaltung                                | Disziplin | Platz | Name                                            |
| ------ | -------------------------------------------- | --------- | ----- | ----------------------------------------------- |
| 2015   | Tata Open India International Challenge 2015 | XD        | 1     | Satwiksairaj Rankireddy / Maneesha Kukkapalli   |
| 2015   | Indische Juniorenmeisterschaft 2015          | XD        | 1     | Satwiksairaj Rankireddy / Ahillya Harjani       |
| 2015   | Indische Meisterschaft 2015                  | MD        | 3     | Krishna Prasad Garaga / Satwiksairaj Rankireddy |
| 2015   | Juniorenasienmeisterschaft U17 2015          | MD        | 1     | Krishna Prasad Garaga / Satwiksairaj Rankireddy |
| 2015   | India Junior International 2015              | MD        | 1     | Krishna Prasad Garaga / Satwiksairaj Rankireddy |
| 2016   | Bangladesh International 2016                | MD        | 1     | Satwiksairaj Rankireddy / Chirag Shetty         |
| 2016   | Bangladesh International 2016                | XD        | 1     | Satwiksairaj Rankireddy / Maneesha Kukkapalli   |
| 2016   | Indische Meisterschaft 2016                  | MD        | 1     | Satwiksairaj Rankireddy / Chirag Shetty         |
| 2016   | Indische Meisterschaft 2016                  | XD        | 1     | Satwiksairaj Rankireddy / Maneesha Kukkapalli   |
| 2016   | Mauritius International 2016                 | MD        | 1     | Satwiksairaj Rankireddy / Chirag Shetty         |
| 2016   | Mauritius International 2016                 | XD        | 1     | Satwiksairaj Rankireddy / Maneesha Kukkapalli   |
| 2016   | India International 2016                     | MD        | 1     | Satwiksairaj Rankireddy / Chirag Shetty         |
| 2016   | India International 2016                     | XD        | 1     | Satwiksairaj Rankireddy / Maneesha Kukkapalli   |
| 2016   | Tata Open India International Challenge 2016 | MD        | 1     | Satwiksairaj Rankireddy / Chirag Shetty         |
| 2017   | Indische Meisterschaft 2017                  | MD        | 2     | Satwiksairaj Rankireddy / Chirag Shetty         |
| 2017   | Juniorenweltmeisterschaft 2017               | MD        | 33    | Satwiksairaj Rankireddy / Chirag Shetty         |
| 2017   | Juniorenweltmeisterschaft 2017               | XD        | 17    | Satwiksairaj Rankireddy / Maneesha Kukkapalli   |
| 2017   | Vietnam International 2017                   | MD        | 1     | Satwiksairaj Rankireddy / Chirag Shetty         |
| 2017   | Indische Meisterschaft 2017                  | XD        | 1     | Satwiksairaj Rankireddy / Ashwini Ponnappa      |
| 2017   | Dutch Open 2017                              | XD        | 3     | Satwiksairaj Rankireddy / Ashwini Ponnappa      |
| 2018   | Commonwealth Games 2018                      | MD        | 2     | Satwiksairaj Rankireddy / Chirag Shetty         |
| 2018   | Indonesia Masters 2018                       | MD        | 3     | Satwiksairaj Rankireddy / Chirag Shetty         |
| 2018   | Hyderabad Open 2018                          | MD        | 1     | Satwiksairaj Rankireddy / Chirag Shetty         |
| 2018   | Juniorenweltmeisterschaft 2018               | XD        | 5     | Satwiksairaj Rankireddy / Ashwini Ponnappa      |
| 2018   | Juniorenweltmeisterschaft 2018               | MD        | 17    | Satwiksairaj Rankireddy / Chirag Shetty         |
| 2018   | All England 2018                             | MD        | 9     | Satwiksairaj Rankireddy / Chirag Shetty         |
| 2019   | Brazil International 2019                    | MD        | 1     | Satwiksairaj Rankireddy / Chirag Shetty         |
| 2019   | Denmark International 2019                   | MD        | 3     | Satwiksairaj Rankireddy / Chirag Shetty         |
| 2019   | Thailand Open 2019                           | MD        | 1     | Satwiksairaj Rankireddy / Chirag Shetty         |
| 2021   | All England 2021                             | MD        | 9     | Satwiksairaj Rankireddy / Chirag Shetty         |
| 2021   | All England 2021                             | XD        | 17    | Satwiksairaj Rankireddy / Ashwini Ponnappa      |